# Leonor Andrade
Leonor Andrade, født 13. September 1994 i Palmela, Portugal, er en portugisisk sangerinde og skuespiller. Hun skal repræsentere Portugal ved Eurovision Song Contest 2015 i Wien med nummeret "Há um mar que nos separa" (på dansk: Der er et hav, der skiller os) efter at have vundet den portugisiske udvælgelse Festival da Canção den 7. marts 2015.  Hun undlod at kvalificere sig til finalen. Hun var 14. af 17. plads med 19 point. 